# Flacillula
Flacillula is een geslacht van spinnen uit de familie springspinnen (Salticidae).

## Soorten
De volgende soorten zijn bij het geslacht ingedeeld:
- Flacillula albofrenata (Simon, 1905)
- Flacillula incognita Żabka, 1985
- Flacillula lubrica (Simon, 1901)
- Flacillula minuta (Berland, 1929)
- Flacillula nitens Berry, Beatty & Prószyński, 1997
- Flacillula purpurea (Dyal, 1935)